# Smučanje prostega sloga na Zimskih olimpijskih igrah 1992
Rezultati smučanja prostega sloga na XVI. zimskih olimpijskih igrah.

## Moški

### Grbine
Tekmovanje je potekalo 13. februarja.
| Medalja | Tekmovalec              | Točke |
| Zlato   | Edgar Grospiron (FRA)   | 25,81 |
| Srebro  | Olivier Allamand (FRA)  | 24,87 |
| Bron    | Nelson Carmichael (ZDA) | 24,82 |

### Skoki (demonstrativno)
| Mesto | Tekmovalec             | Točke  |
| 1.    | Philippe LaRoche (KAN) | 237,47 |
| 2.    | Nicolas Fontaine (KAN) | 228,88 |
| 3.    | Didier Méda (FRA)      | 219,44 |

### Balet (demonstrativno)
| Mesto | Tekmovalec             | Točke |
| 1.    | Fabrice Becker (FRA)   | 28,15 |
| 2.    | Rune Kristiansen (NOR) | 28,00 |
| 3.    | Lane Spina (ZDA)       | 27,40 |

## Ženske

### Grbine
Tekmovanje je potekalo 13. februarja.
| Medalja | Tekmovalka                   | Točke |
| Zlato   | Donna Weinbrecht (ZDA)       | 23,69 |
| Srebro  | Jelizaveta Koževnikova (SND) | 23,50 |
| Bron    | Stine Lise Hattestad (NOR)   | 23,04 |

### Skoki (demonstrativno)
| Mesto | Tekmovalka           | Točke  |
| 1.    | Colette Brand (ŠVI)  | 157,51 |
| 2.    | Marie Lindgren (ŠVE) | 155,10 |
| 3.    | Elfie Simchen (NEM)  | 153,94 |

### Balet (demonstrativno)
| Mesto | Tekmovalka           | Točke |
| 1.    | Conny Kissling (ŠVI) | 25,30 |
| 2.    | Cathy Féchoz (FRA)   | 25,20 |
| 3.    | Sharon Petzold (ZDA) | 24,10 |